# Petrovice (Ústí nad Labem-i járás)
Petrovice település Csehországban, az Ústí nad Labem-i járásban. Petrovice Libouchec, Tisá, Telnice, Altenberg és Bad Gottleuba-Berggießhübel településekkel határos. Lakosainak száma 904 fő (2024. január 1.).

## Népesség
A település lakosságának változását az alábbi diagram mutatja:
| Lakosok száma | 5642 | 5179 | 4676 | 836  | 698  | 622  | 890  | 883  | 875  | 904  |
|               | 1869 | 1890 | 1921 | 1950 | 1980 | 2001 | 2017 | 2019 | 2022 | 2024 |